# Harris Golf Charity Classic
De Harris Golf Charity Classic was een golftoernooi van de Legends Tour. Het toernooi vond telkens plaats op de Falmouth Country Club in Falmouth, Maine. Het werd gespeeld in een strokeplay-formule met twee speelronden. Het toernooi werd opgericht als de Hannaford Community Challenge.

## Winnares
| Jaar                          | Winnares                      | Score                         | Score                         | Info                           |
| Hannaford Community Challenge | Hannaford Community Challenge | Hannaford Community Challenge | Hannaford Community Challenge | Hannaford Community Challenge  |
| ----------------------------- | ----------------------------- | ----------------------------- | ----------------------------- | ------------------------------ |
| 2012                          | Sherri Turner                 | 138                           | –6                            | [ 1 ] [ 2 ]                    |
| Harris Golf Charity Classic   |                               |                               |                               |                                |
| 2013                          | Rosie Jones                   | 136                           | –8                            | Won de play-off van Lorie Kane |